# کشتی‌گیر (فیلم ۲۰۰۸)
کشتی‌گیر (به انگلیسی: The Wrestler) یک فیلم ورزشی و درام آمریکایی به کارگردانی دارن آرونوفسکی و نویسندگی رابرت سیگل است که در سال ۲۰۰۸ منتشر شد. در این فیلم میکی رورک، مریسا تومی و ایوان ریچل وود به ایفای نقش پرداخته‌اند. رورک نقش یک کشتی‌گیر حرفه‌ای سالخورده را بازی می‌کند که علی‌رغم کاهش سلامتی و کاهش شهرت، همچنان به کشتی‌گیری ادامه می‌دهد تا به موفقیت دوران اوج دهه ۱۹۸۰ خود برگردد. او همچنین سعی می‌کند رابطه‌اش را با دخترش که از او جدا شده است، ترمیم کند و با زنی که به عنوان یک رقصنده استریپر کار می‌کند، رابطه‌ای عاشقانه پیدا کند.
فیلمبرداری در ژانویه ۲۰۰۸ آغاز شد و سرچلایت پیکچرز حقوق توزیع فیلم را در ایالات متحده به دست آورد. روی دی‌وی‌دی و دیسک بلوری در ۲۱ آوریل ۲۰۰۹، در ایالات متحده. در ۱۶ ژانویه ۲۰۰۹ در بریتانیا منتشر شد.

## داستان
«رندی رابینسون» (میکی رورک) کشتی‌گیر پا به سن گذاشته و بیماری است که پس از سال‌ها دوری از ورزش، به دلیل مشکلات جسمی، برای آخرین بار پا به میدان نبرد می‌گذارد. تا با حریف قدیمی‌اش، (ارنست میلر)، مبارزه کند؛ مبارزه‌ای که ممکن است به قیمت جانش تمام شود.

## بازخوردها
این فیلم مورد تحسین جهانی قرار گرفت و برنده جایزه شیر طلایی شصت و پنجمین جشنواره بین‌المللی فیلم ونیز شد و اولین بار در آنجا به نمایش درآمد. راجر ایبرت، منتقد فیلم، آن را یکی از بهترین فیلم‌های سال خواند، در حالی که راتن تومیتوز گزارش داد که ۹۸ درصد منتقدان نقدهای مثبتی به فیلم داده‌اند. در متاکریتیک، که امتیازی از ۱۰۰ را به نقدهای منتقدان اصلی می‌دهد، فیلم بر اساس ۳۶ نقد، میانگین امتیاز ۸۰ را دریافت کرده است که به معنای «بررسی‌های عموماً مطلوب» است. موفقیت این فیلم زندگی حرفه‌ای میکی رورک را احیا کرد که در ادامه جایزه بفتا، جایزه گلدن گلوب، جایزه ایندیپندنت اسپیریت و نامزدی اسکار بهترین بازیگر مرد را دریافت کرد. تومی همچنین نامزد جایزه اسکار بهترین بازیگر نقش مکمل زن شد.

## توهین به ایران
در طی فیلم رندی بایستی به مسابقه رقیب نمادین خود آیت الله برود و در سکانس رقابت آیت الله با پرچم ایران و رجزخوانی منفورانه برای نمایش کشتی کج به روی تشک می‌رود. قهرمان قصه با شکستن پرچم ایران و پرتاب آن به سمت تماشاگران ادامه رقابت را دنبال می‌کند. این موضوع باعث خشم ایرانیان شد و در رسانه‌های ایران بازخورد منفی گرفت.
سامان مقدم یکی از فیلمسازان ایرانی در این باره یادداشتی نوشت و اینگونه به ماجرا واکنش نشان داد:
بسیار متأسفم که یک فیلمساز تا این حد سطحی‌نگر و سیاست‌زده می‌شود که به خود اجازه می‌دهد با پرچم یک کشور چنین برخورد توهین آمیزی داشته باشد. توهین به پرچم ایران در آخرین ساخته دارن آرانوفسکی توهین به مردم ایران است … طی ۳۰ سال وضعیت متشنج ایران و آمریکا حتی در یک مورد هم نمی‌توان فیلمی در سینمای ایران پیدا کرد که در صحنه‌ای به ملت آمریکا بی‌حرمتی شده باشد. نه تنها در سینمای مستقل ایران بلکه در فیلم‌های مورد حمایت دولت هم چنین مورد مشابهی را نمی‌توان پیدا کرد… به آتش کشیدن پرچم به شکل نمادین توسط مردم در حوزه خشم و تعصب قابل درک است اما سینما حوزه فهم و تفکر است و حتی خشم، بیانی تصویری و هنرمندانه را می‌طلبد. با این دیدگاه، توهین به پرچم ایران در فیلم هیچ توجیهی ندارد. این توهین، جسارت که نه، بلاهت محض سازندگان این اثر است که نباید از کنار این ذهنیت طالبانی بی‌اعتنا گذشت.
از دید منتقدین اما این فیلم درام درونی یک شخص ورزشکار است و هیچ ارتباطی به جمهوری اسلامی یا ایران ندارد و کارگردان می‌توانسته از عنوان دیگری برای مسابقه شخصیت رندی و آیت الله استفاده کند که البته انتخاب او اضافه کردن ایران و شکستن پرچم آن بوده است.